# Радіопромінь (альбом)
«Радіопромінь» — шостий студійний альбом українського гурту «Жадан і Собаки», записаний і виданий у 2023 році. Складається як із нових треків («Радіопромінь», «Виживи», «Буратіно», «Віскі»), так і зі старих синглів («П'ята авеню», «Рогань», «Метро», «Серце»).

## Композиції
| #     | Назва                 | Автор слів                                 | Автор музики                       | Тривалість |
| ----- | --------------------- | ------------------------------------------ | ---------------------------------- | ---------- |
| 1.    | «Буратіно»            | С. Жадан                                   | Собаки в Космосі                   | 2:52       |
| 2.    | «Автозак»             | С. Жадан                                   | Собаки в Космосі                   | 3:20       |
| 3.    | «Кокаїн»              | С. Жадан                                   | Собаки в Космосі                   | 3:23       |
| 4.    | «Рогань»              | С. Жадан                                   | Собаки в Космосі                   | 3:50       |
| 5.    | «Метро»               | С. Жадан                                   | Собаки в Космосі                   | 4:26       |
| 6.    | «Ріка»                | С. Жадан                                   | Собаки в Космосі                   | 3:43       |
| 7.    | «Віскі»               | С. Жадан                                   | Собаки в Космосі                   | 3:38       |
| 8.    | «П'ята авеню»         | Дмитро Погорєлов, С. Жадан, Gogol Bordello | Дмитро Погорєлов, Собаки в Космосі | 3:39       |
| 9.    | «Вафлі артек»         | С. Жадан                                   | Собаки в космосі                   | 4:09       |
| 10.   | «Наркомани на городі» | С. Жадан, Брати Гадюкіни                   | Собаки в Космосі                   | 3:40       |
| 11.   | «Радіопромінь»        | С. Жадан                                   | Собаки в Космосі                   | 3:20       |
| 12.   | «Виживи»              | С. Жадан, Qarpa                            | Собаки в Космосі                   | 3:58       |
| 13.   | «Серце»               | С. Жадан, Христина Соловій                 | Собаки в Космосі                   | 4:54       |
| 48:57 |                       |                                            |                                    |            |